# Auburn (New Hampshire)
Auburn – miasto w Stanach Zjednoczonych, w stanie New Hampshire, w hrabstwie Rockingham.